# 로드아일랜드 T. F. 그린 국제공항

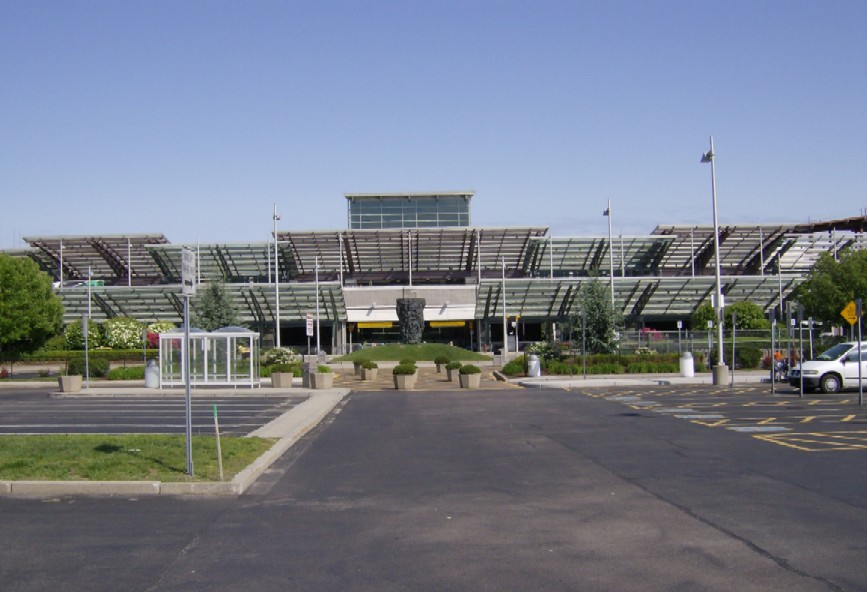

로드아일랜드 T. F. 그린 국제공항(Rhode Island T. F. Green International Airport, IATA: PVD, ICAO: KPVD, FAA LID: PVD)은 미국 로드아일랜드주 워릭의 국제공항이다. 1931년 개항한 이 공항의 이름은 로드아일랜드주의 주지사이자 장기간 상원을 역임한 시어도어 프란시스 그린(Theodore Francis Green)의 이름에서 비롯되었다. 1966년 재건조되었고, 리노베이션이 이루어진 주요 터미널의 이름은 전 로드아일랜드주의 주지사 브루스 선들런의 이름에서 비롯되었다. 미국 내 최초의 주 소유 공항이다.